# Hypostomus wuchereri
Hypostomus wuchereri är en fiskart som först beskrevs av Günther, 1864.  Hypostomus wuchereri ingår i släktet Hypostomus och familjen Loricariidae. Inga underarter finns listade i Catalogue of Life.